# Francisca Ordega
Francisca Ordega (Gboko, Nigeria, 19 de octubre de 1993) es una futbolista nigeriana. Juega de delantera y su equipo actual es el Al-Ittihad de la Saudi Women's Premier League. Es internacional absoluta por la selección de Nigeria desde 2010.

## Trayectoria
Ordega comenzó su carrera en 2008 por el Bayelsa Queens FC de su país. En 2012 continuó su carrera en Europa.
En 2015, la delantera firmó con el Washington Spirit de la National Women's Soccer League. Disputó 41 encuentros y anotó 9 goles en Norteamérica. En sus años en el club fue cedido en 2016 al Sydney FC y en 2017 al Atlético de Madrid.
Tras un paso por el fútbol chino, en abril de 2021 Ordega fichó en el Levante UD español.

## Selección nacional
A nivel juvenil, Ordega disputó la Copa Mundial Femenina de Fútbol Sub-17 de 2010 y la Copa Mundial Femenina de Fútbol Sub-20 de 2012.
Es internacional absoluta por la selección de Nigeria desde 2010, siendo parte de los planteles mundialistas y continentales. Ganó los torneos de la Copa Africana de Naciones Femenina de 2010 y 2014.

### Participaciones en copas del mundo
| Copa                 | Sede                    | Resultado        |
| -------------------- | ----------------------- | ---------------- |
| Copa Mundial de 2011 | Alemania                | Fase de grupos   |
| Copa Mundial de 2015 | Canadá                  | Fase de grupos   |
| Copa Mundial de 2019 | Francia                 | Octavos de final |
| Copa Mundial de 2023 | Australia Nueva Zelanda | Por disputar     |

### Participaciones en copas continentales
| Copa                           | Sede      | Resultado    |
| ------------------------------ | --------- | ------------ |
| Campeonato de la CAF 2010      | CAF       | Campeón      |
| Campeonato de la CAF 2014      | Namibia   | Campeón      |
| Copa Africana de Naciones 2016 | CAF       | Campeón      |
| Copa Africana de Naciones 2018 | Ghana     | Campeón      |
| Copa Africana de Naciones 2022 | Marruecos | Cuarto lugar |

## Clubes
| Club              | País           | Año           |
| ----------------- | -------------- | ------------- |
| Bayelsa Queens FC | Nigeria        | 2008-11       |
| Rivers Angels FC  | Nigeria        | 2011-12       |
| WFC Rossiyanka    | Rusia          | 2012-13       |
| Piteå IF          | Suecia         | 2013-14       |
| Washington Spirit | Estados Unidos | 2015-18       |
| Sydney FC         | Australia      | 2016-17       |
| Atlético Madrid   | España         | 2017-18       |
| Shanghai Shengli  | China          | 2019-21       |
| Levante UD        | España         | 2021          |
| CSKA Moscú        | Rusia          | 2021-25       |
| Al-Ittihad        | Arabia Saudita | 2025-presente |

## Palmarés

### Títulos internacionales
| Título                             | Equipo               | Sede    | Año  |
| ---------------------------------- | -------------------- | ------- | ---- |
| Campeonato Femenino de la CAF      | Selección de Nigeria | CAF     | 2010 |
| Campeonato Femenino de la CAF      | Selección de Nigeria | Namibia | 2014 |
| Copa Africana de Naciones Femenina | Selección de Nigeria | CAF     | 2016 |
| Copa Africana de Naciones Femenina | Selección de Nigeria | Ghana   | 2018 |